# Endoderm
Endoderm (av grek. entos, innanför, och derma, hud), det innersta cellskiktet hos ett embryo i gastrulaskedet.

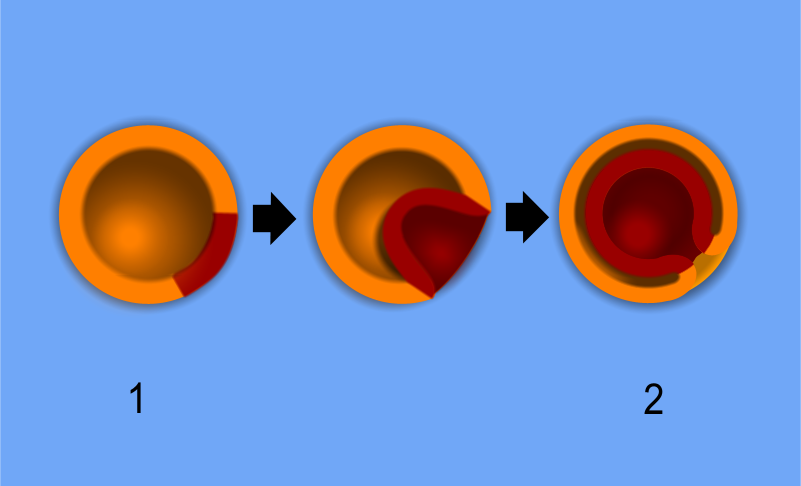
Från blastula till gastrula: Ett embryo med ett enkelt cellskikt (1) omvandlas till ett embryo med två cellskikt, en s.k. gastrula (2). Ektodermet är gult i bilden, endodermet rött.

I gastrulaskedet delas det tidigare enkla cellskiktet, blastodermet, i två eller flera skikt som kallas groddblad. Groddbladen är komplexa rudiment som bildar olika organ. Alla organ hos ett högre djur härrör från embryots tre groddblad: endoderm, ektoderm och mesoderm. Endodermet bildar epitel, matspjälkningssystemet, lungorna och levern.